# 26 dicembre
Il 26 dicembre è il 360º giorno del calendario gregoriano (il 361º negli anni bisestili). Mancano 5 giorni alla fine dell'anno.

## Eventi
- 1003 – Elezione di papa Giovanni XVIII
- 1194 - Nasce a Jesi Federico II di Svevia
- 1481 – Battaglia di Westbroek: le truppe della Contea d'Olanda sconfiggono quelle del Principato vescovile di Utrecht
- 1606 – Prima rappresentazione del Re Lear davanti alla corte d'Inghilterra
- 1620
  - I Padri Pellegrini sbarcano in quella che diventerà la Colonia di Plymouth, nel Massachusetts
  - Vengono scoperti i crimini di Erzsébet Báthory
- 1662 – Viene rappresentata a Parigi, per la prima volta, la commedia L'école des femmes di Molière
- 1776 – Guerra d'indipendenza americana: i britannici vengono sconfitti nella battaglia di Trenton
- 1790 – Luigi XVI di Francia dà il suo assenso pubblico alla Costituzione civile del clero, durante la Rivoluzione francese
- 1792 – A Parigi inizia il processo finale a Luigi XVI di Francia
- 1793
  - Matrimonio tra Federico Lodovico di Prussia e Frederica di Mecklenburg-Strelitz
  - Battaglia di Geisberg: i francesi sconfiggono gli austriaci
- 1806 – Battaglia di Pułtusk tra le truppe napoleoniche e i prussiani
- 1812 – Guerra del 1812: blocco navale inglese della Delaware Bay e della Baia di Chesapeake
- 1831 - Al Teatro alla Scala si svolge la prima rappresentazione assoluta della Norma di Vincenzo Bellini
- 1861 – Gli inviati diplomatici degli Stati Confederati d'America James Mason e John Slidell vengono liberati dal governo statunitense, evitando così una possibile guerra tra Stati Uniti e Regno Unito
- 1862 – 38 indiani Dakota vengono impiccati dopo essere stati accusati di omicidio e stupro in seguito a una breve ribellione
- 1898 – Marie e Pierre Curie scoprono il radio
- 1908 – Jack Johnson diventa il primo campione afroamericano dei pesi massimi, sconfiggendo Tommy Burns a Sydney (Australia)
- 1916 – Joseph Joffre diventa Maresciallo di Francia
- 1917 – Prima guerra mondiale: sul Fronte italiano si combatte la battaglia aerea di Istrana.
- 1925
  - La Turchia adotta il Calendario gregoriano
  - Viene fondato il Partito Comunista d'India
- 1933
  - La Nissan Motor Company viene fondata a Tokyo (Giappone)
  - Viene brevettata la radio FM
- 1944
  - Seconda guerra mondiale:
    - Le truppe statunitensi respingono i tedeschi a Bastogne
    - Le truppe italo-tedesche danno il via all'Operazione Wintergewitter.

  - Prima rappresentazione pubblica di Lo zoo di vetro di Tennessee Williams
- 1945 – Vengono creati il Franco CFP e il Franco CFA
- 1946 – A Roma viene fondato il Movimento Sociale Italiano
- 1948 – Il cardinale Mindszenty viene arrestato in Ungheria
- 1973
  - La Cometa Kohoutek raggiunge il perielio, ma non fornisce lo spettacolo che ci si attendeva
  - Rientro della Soyuz 13
  - Esce nelle sale L'esorcista
- 1974 – Lancio della Salyut 4
- 1975 – Il Tupolev Tu-144 entra in servizio in Unione Sovietica
- 1979 – Le forze speciali sovietiche occupano il palazzo presidenziale di Kabul (Afghanistan)
- 1982 – Il premio "Uomo dell'anno" di TIME magazine viene assegnato per la prima volta ad un non-umano: il computer
- 1984 – La principessa Astrid del Belgio sposa l'arciduca Lorenzo d'Asburgo-Este
- 1988 – Inizio della Protesta anti-africana di Nanchino
- 1991 – Il Soviet Supremo scioglie formalmente l'URSS
- 1996 – Entra in vigore la Convenzione delle Nazioni Unite per la lotta alla desertificazione
- 1998 – L'Iraq annuncia la sua intenzione di aprire il fuoco sugli aerei da guerra statunitensi e britannici che pattugliano le "no-fly zone" nel nord e nel sud della nazione
- 1999 – Una perturbazione proveniente dall'Atlantico colpisce la Francia. Forti tempeste di vento e pioggia si abbattono su tutto il paese causando danni gravissimi e morti
- 2002
  - La scienziata Raeliana francese Brigitte Boisselier dichiara che la Clonaid ha ottenuto il primo di cinque presunti bambini clonati
  - Il ciclone Zoe si abbatte sulla Polinesia causando ingenti danni e morti
- 2003 – Un terremoto di magnitudo 6,5 devasta l'antica città persiana di Bam, in Iran, causando almeno 30.000 morti e distruggendo l'antica fortezza-cittadella, gioiello di architettura
- 2004 – Maremoto dell'Oceano Indiano: un terremoto, con conseguente tsunami, di magnitudo 9,3, con epicentro al largo di Sumatra (Oceano Indiano), sconvolge una vastissima area dell'Asia con gravissime ripercussioni dalle coste dell'Africa orientale fino all'Australia. Almeno 300.000 le vittime
- 2006 – Un terremoto di magnitudo 7,1 colpisce Hengchun, nell'isola di Taiwan, uccidendo 2 persone e causando seri danni agli impianti di comunicazione nel Sud-est asiatico
- 2009 – La Cina apre la più lunga ferrovia ad alta velocità al mondo che collega Pechino a Guangzhou

## Nati
Ci sono circa 960 voci su persone nate il 26 dicembre; vedi la pagina Nati il 26 dicembre per un elenco descrittivo o la categoria Nati il 26 dicembre per un indice alfabetico.

## Morti
Ci sono circa 560 voci su persone morte il 26 dicembre; vedi la pagina Morti il 26 dicembre per un elenco descrittivo o la categoria Morti il 26 dicembre per un indice alfabetico.

## Feste e ricorrenze

### Civili
- In questo giorno si aprivano storicamente le "stagioni di Carnevale" dei teatri d'opera italiani.[1] Per tale ragione numerosissime opere sono state rappresentate per la prima volta in tale giorno dell'anno.

### Religiose
Cristianesimo:
- Santo Stefano primo martire
- San Dionisio, papa
- Sant'Eutimio di Sardi, vescovo e martire
- Sant'Evaristo di Costantinopoli, abate
- Santa Vicenta María López y Vicuña, religiosa, fondatrice delle Religiose di Maria Immacolata
- San Zenone di Maiuma, vescovo
- San Zosimo, papa
- Beate Agnese Phila, Lucia Khambang e 4 compagne, protomartiri della Thailandia
- Beato Alessandro Sirdani, sacerdote e martire
- Beato Giovanni Orsini, vescovo
- Beato Piero Fedele Pagano, domenicano
- Beato Pietro Boffet, martire mercedario
- Beato Secondo Pollo, sacerdote e martire